# Ludwig Pösl

Ludwig Pösl

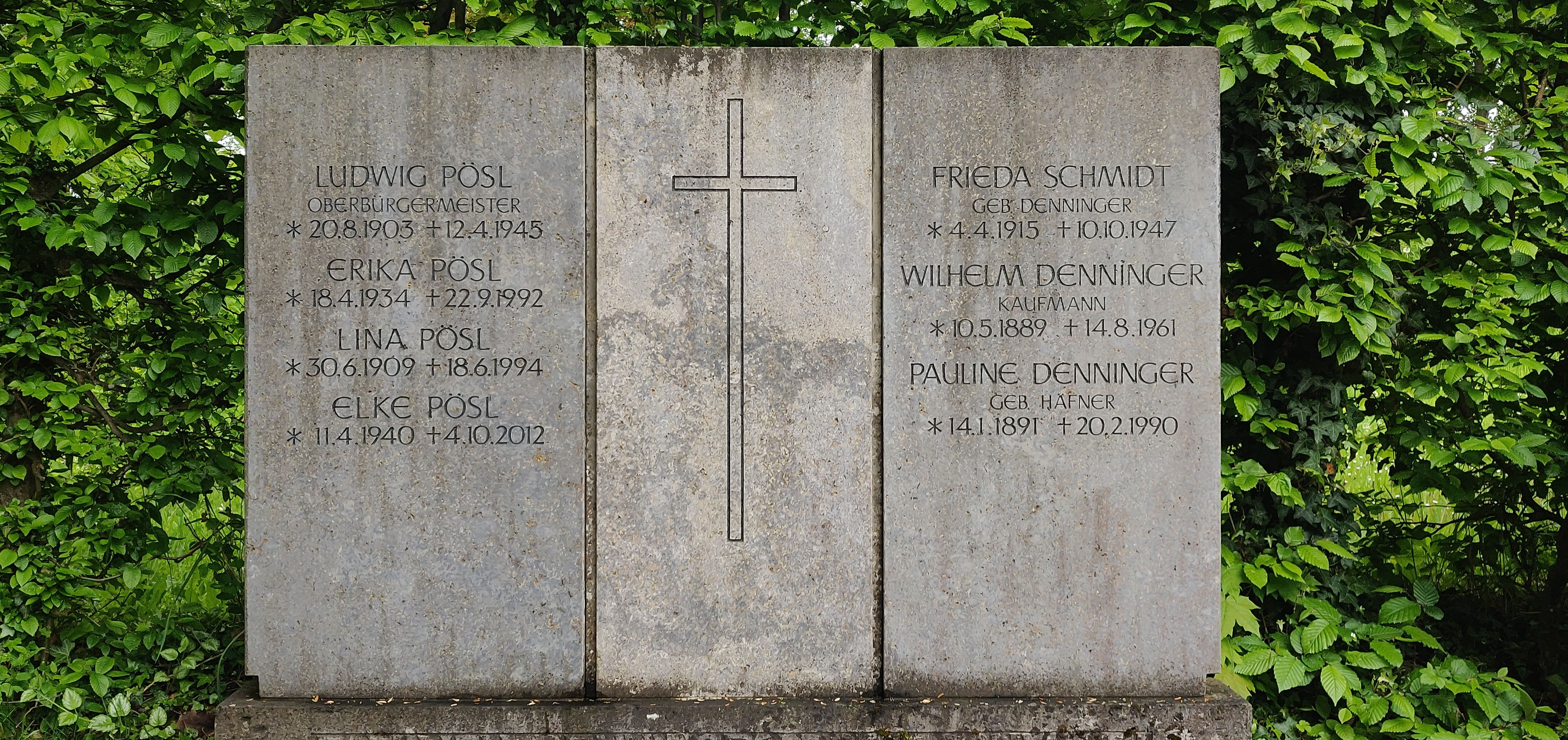
Grabstein von Ludwig Pösl im Hauptfriedhof Schweinfurt

Ludwig Pösl (* 20. August 1903 in Scheinfeld; † 12. April 1945 in Schweinfurt) war ein deutscher Politiker (NSDAP).

## Leben und Wirken
Nach dem Besuch eines humanistischen Gymnasiums in Schweinfurt in den Jahren 1913 bis 1918 absolvierte Pösl eine dreijährige kaufmännische Lehre. In den Jahren 1921 bis 1932 arbeitete er als kaufmännischer Angestellter in Schweinfurt, Leipzig und Berlin.
Er begründete 1920 die Ortsgruppe des Deutschvölkischen Schutz- und Trutzbundes in Schweinfurt mit. 1924 beteiligte er sich an den nationalistischen Partisanenmaßnahmen gegen die zu dieser Zeit im Ruhrgebiet einmarschierten Franzosen. 
Zum 1. Januar 1929 trat Pösl in die NSDAP ein (Mitgliedsnummer 110.856) und war danach zunächst Ortsgruppenleiter und von Anfang Februar 1930 bis Anfang Oktober 1931 Kreisleiter der Partei in Schweinfurt. In den Jahren 1930 bis 1933 übernahm er in dieser Aufgaben als Schriftleiter der National-Stimme in der Parteipresse. Von 1931 bis 1937 bekleidete er zudem das Amt des Stellvertretenden Gauleiters der NSDAP in Mainfranken. Als Stadtrat in Schweinfurt in den Jahren 1929 bis 1933 nahm Pösl erstmals ein öffentliches Amt wahr. 1932 wurde er schließlich als Abgeordneter für die NSDAP in den Bayerischen Landtag gewählt, dem er bis zur Auflösung dieser Körperschaft im Oktober 1933 angehörte. Wegen übler Nachrede gegen den sozialdemokratischen Oberbürgermeister von Schweinfurt Benno Merkle wurde er im Oktober 1931 zu einem Monat Haft verurteilt und im Mai 1932 wegen eines gleichen Vergehens bezüglich des bayerischen Politikers Heinrich Leier zu einer geringen Geld- bzw. Ersatzfreiheitsstrafe.  
Wenige Wochen nach der nationalsozialistischen Machtergreifung im Frühjahr 1933 wurde Pösl am 27. April 1933 zum Oberbürgermeister der Stadt Schweinfurt ernannt. Er war damit der jüngste Oberbürgermeister des Deutschen Reiches. Von März 1936 bis zum Ende der NS-Herrschaft im Frühjahr 1945 gehörte Pösl dem nationalsozialistischen Reichstag als Abgeordneter für den Wahlkreis 26 (Franken) an. In der SA stieg er Ende Januar 1942 bis zum Oberführer auf.
Beim Einmarsch der US-Army am 11. April 1945 verhielt sich Pösl anders als die meisten NS-Funktionäre in vergleichbarer Position, die entweder untertauchten oder erbitterten Widerstand organisierten. Vielmehr lehnte er eine Einbeziehung Schweinfurts in die Kampfhandlungen ab und übergab die Stadtverwaltung persönlich an die US-Armee. Am gleichen Tag nahm sich Pösl durch einen Sprung aus einem Fenster der Goetheschule das Leben. Anlass war vermutlich die ihm überbrachte falsche Nachricht, dass seine Frau sich und ihre beiden Kinder getötet hätte.